# Toponímia
Toponímia (do grego τόπος, "lugar", e  ὄνομα, "nome", significando, portanto, "nome dos lugares") é a divisão da onomástica que estuda os nomes geográficos ou topônimos, ou seja, nomes próprios de lugares, da sua origem e evolução; é considerada uma parte da linguística, com fortes ligações com a história, arqueologia e a geografia.
Os estudos de topónimos pode se valer de nomes de acidentes físicos e humanos. Dentre os acidentes físicos, podem ser estudados:
- hidrónimos — nomes de rios e outros cursos de água
- limnónimos — nomes de lagos
- talassónimos — nomes de mares e oceanos
- orónimos — nomes dos montes e outros relevos.
- hodônimos — nomes de ruas

Dentre os nomes de localidades, podem ser estudadas as nomenclaturas de (cidades, vilas, municípios, províncias, países etc.).
Quando um topónimo está associado a um local determinado, pode se utilizar o termo geonímia, uma divisão da geografia que estuda os topônimos associados a uma determinada coordenada geográfica. Por exemplo, temos dois geónimos, os dos municípios de São Sebastião do Rio de Janeiro e de São Sebastião do Rio Verde, que usam o mesmo topónimo, no caso um hierónimo.

## Classificação

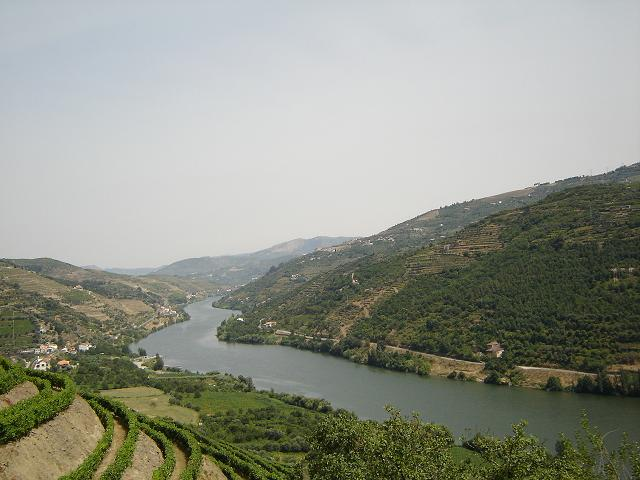
Rio Douro, em Portugal

Existem várias formas de classificar os topônimos: por sua língua, sua morfologia, seu(s) significado(s) etc. Vejamos opções de categorização dos nomes geográficos:
- pelo idioma de origem: latim (Porto); tupi-guarani (Guarujá); árabe (Alcácer do Sal).
- pela estrutura de formação: Rio Guadiana: rio + wadi ("rio" em árabe) + Ana (nome original do rio) = "rio rio Ana".
- por batismo oficial: São Paulo em 25 de janeiro de 1554 pelos padres Manuel da Nóbrega e José de Anchieta.
- pela composição lexical: simples, compostos ou complexos.

### Formas dos topónimos
É possível classificar os nomes de lugar quanto à sua composição lexical de três formas:
1. Topónimos simples — não necessitam complementos para sua compreensão: Lisboa, Paris, Curitiba ou Tóquio.
2. Topónimos complexos — são compostos de dois ou mais elementos: Pará de Minas, Freixo de Cima, Albergaria-a-Velha, Porto Alegre, Serra Nevada
3. Topónimos compostos — são formados a partir de dois elementos originalmente independentes fundidos (ou justapostos) numa só unidade de conteúdo: Portalegre, Villahermosa, Budapeste, Alcobaça.

Os topónimos também podem ser classificados em macro e micro-topónimos.